# 1764 год в музыке

## События

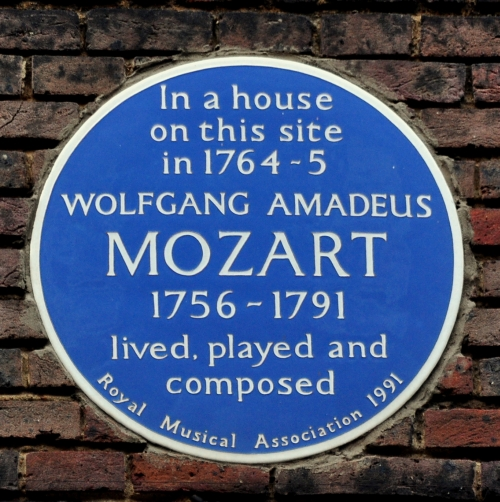
Памятный знак в Лондоне, посвящённый пребыванию Леопольда, Наннерли и Вольфанга Моцартов в Лондоне и их знакомству с И. К. Бахом

- Вильгельм Фридеман Бах покинул пост органиста церкви Пресвятой Девы (нем. Liebfrauenkirche) в Галле.[1]
- 59-летний певец-кастрат Доменико Аннибали[англ.], звезда Большой Королевской оперы Дрездена (нем. Grosses Königliches Opernhaus), ушёл со сцены.
- Вольфганг Амадей Моцарт начал писать «Лондонский этюдник» (нем. Londoner Skizzenbuch), серию из 43 безымянных пьес и этюдов, завершённую в 1765 году.
- 29 февраля — Иоганн Кристиан Бах и Карл Фридрих Абель дали в Лондоне совместный концерт, завершившийся большим успехом. Концерты, известные как Bach-Abel concerts, стали первыми абонементными концертами в истории Англии.
- 16 марта — состоялась премьера духовной оратории «Скупой»[англ.] (Nabal), составленной из произведений Георга Фридриха Генделя (1685—1759) его личным секретарём Джоном Кристофером Смитом[англ.].
- 23 апреля — отец и сын Моцарты посетили Иоганна Кристиана Баха в Лондоне. Бах и 8-летний вундеркинд впервые музицировали вместе. Стилистическое влияние И. К. Баха ощущается в 1-й Лондонской симфонии В. А. Моцарта и его более поздних произведениях.

## Классическая музыка
- Йозеф Гайдн — Симфонии № 21, 22 («Philosopher»), 23 и 24.
- Михаэль Гайдн — Trumpet Concerto, Symphony No. 6 и Symphony No. 7.
- Игнасио де Херусалем[исп.] — «Утреня для Девы Гваделупской» (исп. Maitines de la Virgen de Guadalupe).
- Пьетро Алессандро Гульельми — оратория «Мать Маккавеев» (итал. La madre de' Maccabei).
- Вольфганг Амадей Моцарт — Симфония № 1 ми-бемоль мажор KV16, скрипичные сонаты KV 6-9 и KV 10-15.
- Джон Уорган[англ.] — оратория «Ханна» (Hannah) на стихи Кристофера Смарта.

## Опера
- Кристоф Виллибальд фон Глюк — «Непредвиденная встреча, или Пилигримы из Мекки» (фр. La rencontre imprévue) и «Эней и Асканий» (итал. Enea ed Ascanio).
- Пьетро Алессандро Гульельми — «Кир, царь Персии» (итал. Siroe re di Persia) и «Усмирённые соперники» (итал. Li rivali placati).
- Никколо Пиччинни — Gli stravaganti, ossia La schiava riconosciuta, La villeggiatura, Il parrucchiere, L’incognita perseguitata, L’equivoco, La donna vana и Il nuovo Orlando.
- Пьер-Александр Монсиньи — «Роза и Кола» (фр. Rose et Colas).

## Балет
- Кристоф Виллибальд фон Глюк — «Александр» (итал. Alessandro), другое название — «Любовь Александра и Роксаны» (фр. Les amours d’Alexandre et de Roxane).

## Родились
- 2 января — Геновефа Вебер[нем.], немецкая оперная певица и актриса, мать композитора Карла Марии фон Вебера (умерла в 1798).
- 13 января — Франц Серафин Лауска, моравско-немецкий пианист, композитор и музыкальный педагог (умер в 1825).[2]
- 1 марта — Джеремайя Инголлс[англ.], ранний американский композитор, представитель Первой новоанглийской школы (умер в 1838).
- 1 апреля — Иоганн Евангелист Райтер[нем.], немецкий католический священник, геодезист, монументалист, скульптор, каменщик, музыкант, архитектор и писатель (умер в 1835).
- 5 мая - Янош Лавотта, венгерский скрипач-виртуоз и композитор (умер в 1820).
- 5 мая — Иоганн Непомук Кальчер (нем. Johann Nepomuk Kalcher), немецкий композитор (умер в 1827).
- 19 октября — Виктор-Жозеф Этьен де Жуи, французский военный, политик, писатель и драматург; состоял во Французской академии (умер в 1846).[3]
- 21 октября — Янош Бихари, классический венгерский скрипач и композитор цыганской национальности, один из основателей венгерского музыкального жанра «вербункош» и академической цыганской музыки (умер в 1827).[4]
- 22 октября — Максимилиан Фридрих фон Дросте-Хюльсхофф[англ.], немецкий композитор (умер в 1840).
- 30 ноября — Франц Ксавер Герль, австрийский и немецкий оперный певец (бас) и композитор (умер в 1827).[5]
- 8 декабря — Игнац Франтишек Хельд (нем. Ignác František Held), богемский композитор (умер в 1816).
- дата неизвестна
  - Александр Кэмпбелл[англ.], шотландский музыкант и автор (умер в 1824).
  - Винченцо Фабрици, итальянский композитор (умер около 1812).
  - Андре Фредерик Элер[фр.], французский композитор и музыкальный педагог (умер в 1821).
  - Вильгельм Хепп[нем.], немецкий органный мастер (умер в 1832).
- предположительно — Ян Штястный, чешский композитор и виолончелист, один из основоположников чешской национальной виолончельной школы (умер в 1830).

## Умерли
- 30 марта — Пьетро Антонио Локателли, итальянский скрипач, композитор и музыкальный педагог, много лет проживший в Амстердаме (род. в 1695).[6]
- 13 апреля — Николо Фьоренца[англ.] — неаполитанский скрипач и композитор (род. в 1700).
- 17 апреля — Иоганн Маттезон, немецкий певец, капельмейстер, композитор, музыкальный критик, теоретик музыки и лексикограф (род. в 1681).[7]
- 10 мая — Кристиан Фридрих Хенрици (литературный псевдоним Пика́ндер, нем. Picander), немецкий поэт и либреттист, автор стихов для многих кантат И. С. Баха (род. в 1700).
- 6 июня (похоронен) — Вильгельм Иероним Пахельбель[нем.], немецкий композитор и органист позднего барокко, старший сын Иоганна Пахельбеля (род. в 1685).
- 11 июня — Кристоф Штольценберг[нем.], немецкий композитор (род. в 1690).
- 25 июня — Вильгельм Эрнст Штарке[англ.], немецкий реформистский теолог, филолог и автор гимнов (род. в 1692).
- 10 сентября — Джованни Антонио Джаи (итал. Giovanni Antonio Giay), итальянский композитор (род. в 1690).
- 12 сентября — Жан-Филипп Рамо, французский оперный композитор (род. в 1683).[8]
- 22 октября — Жан-Мари Леклер, французский скрипач и композитор, основоположник французской скрипичной школы XVIII века (род. в 1697).[9]
- 23 октября — Пьер-Шарль Руа, французский писатель, поэт и либреттист (род. в 1683).[10]
- 11 декабря — Кристиан Клаузинг[нем.], немецкий органный мастер (род. в 1687).
- дата неизвестна
  - Хосеп Мир и Люса[кат.], каталонский композитор и капельмейстер (род. в 1701/1704).
  - Лоренцо Гаэтано Заватери[итал.], итальянский скрипач и композитор (род. в 1690).
- предположительно — Никола Бонифачо Логрошино, итальянский оперный композитор (род. в 1698).